# George Griffith

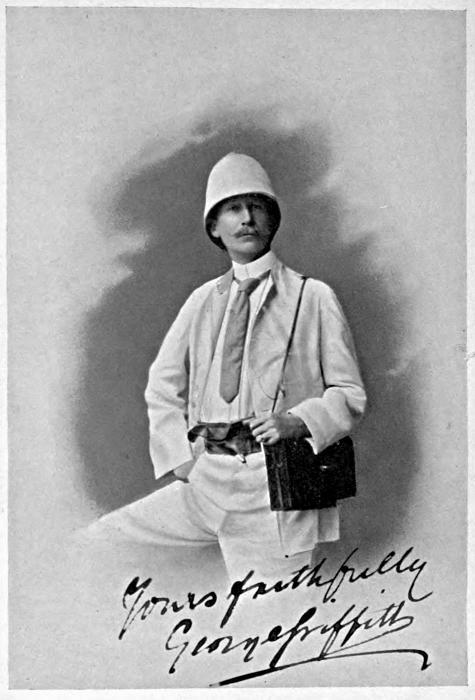
George Griffith

George Chetwynd Griffith-Jones (geboren am 20. August 1857 in Plymouth; gestorben am 4. Juni 1906 in Port Erin, Isle of Man) war ein britischer Science-Fiction-Autor, Journalist, Entdecker und Weltreisender.

## Leben
George Chetwynd Jones war der Sohn des Geistlichen George Alfred Jones und von Jeanette Henry, geborene Capinster. 1861 zog die Familie nach Ashton-under-Lyne in der Nähe von Manchester. Er besuchte keine Schule, sondern wurde von seinem Vater unterrichtet. Nach dessen Tod 1872 wurde er auf eine Privatschule im nahen Southport geschickt, wo er aber nur 15 Monate blieb. Anschließend heuerte er auf einem Handelsschiff an und begann als Seemann die Welt zu bereisen. 1877 kehrte er nach England zurück und begann zunächst an einer Privatschule in Worthing an der Südküste und später in Lancashire an der Grammar School in Bolton zu unterrichten. In dieser Zeit veröffentlichte er unter dem Pseudonym Lara zwei Bände mit Gedichten – Poems General, Secular, and Satirical (1883) und The Dying Faith (1884) –, die teilweise zuvor in der Secular Review, einer Freidenkerzeitschrift, abgedruckt worden waren.
1887 erwarb er ein Diplom des College of Preceptors, also ein Befähigungszeugnis als Schullehrer. Im gleichen Jahr heiratete er Elizabeth Brierly.
Das Ehepaar zog 1888 nach London und Jones begann als Journalist bei einer Zeitung zu arbeiten, die jedoch bald schon Pleite machte, was zu erheblichen finanziellen Problemen führte. Es gelang Jones jedoch schließlich, Arbeit bei Cyril Arthur Pearson zu finden, der 1890 die Zeitschrift Pearson’s Weekly gegründet hatte und für die Jones anfangs Umschläge adressierte. Bald aber schon verfasste er unter den Namen George Griffith und Levin Carnac Beiträge für Pearson’s Weekly und Pearson’s Magazine. Der Durchbruch kam mit dem Zukunftsroman The Angel of the Revolution, der in Fortsetzungen vom 21. Januar bis 14. Oktober 1893 in Pearson’s Weekly abgedruckt wurde. 1894 änderte Jones seinen gesetzlichen Namen in George Chetwynd Griffith.
Als Mitarbeiter von Pearson’s Weekly (1890–1899) und Pearson’s Magazine (1896–1903) begann Griffith nun ausgedehnte Reisen, die ihn zweimal um die Welt führten, einmal über die Rocky Mountains, dreimal über die Anden und dreimal um das Kap Horn. Bei seinen Reisen erkundete er auch das Quellgebiet des Amazonas und unternahm einen Ballonflug nach Frankreich.
Die Erlebnisse der beiden im Auftrag von Pearson unternommenen Weltreisen erschienen in Fortsetzungen und in Buchform als Round the World in 76 Days (1890) und How I Broke the Record Round the World (1894). Bereits mit der ersten Reise war er mit 76 Tagen Reisedauer schneller als Jules Vernes fiktiver Phileas Fogg in Reise um die Erde in 80 Tagen, für die zweite Weltreise benötigte Griffith nur noch 65 Tage.
1903 berichtete er für die Londoner Daily Mail aus Südafrika, wo 1902 der Burenkrieg zu Ende gegangen war. Ein künftiger Krieg zwischen Briten und Buren war 1897 schon Hintergrund seines Romans Briton or Boer? A Tale of the Fight for Africa gewesen.
Ab 1897 sah sich Griffith bei Pearson zunehmend durch den nun bekannt werdenden, literarisch talentierteren H. G. Wells verdrängt. 1899 zog Griffith nach Littlehampton in West Sussex und unternahm noch eine Reise nach Australien, auf der er A Honeymoon in Space schrieb, neben The Angel of the Revolution sein bekanntestes Werk. 1904 begann seine Gesundheit sich zu verschlechtern und er zog des milderen Klimas wegen auf die Isle of Man, wo er 1906 an Leberzirrhose starb.

## Werke und Rezeption
Sein bekanntestes Werk und erster großer Erfolg war The Angel of the Revolution (1893) und die fast ebenso erfolgreiche Fortsetzung Olga Romanoff, or, The Syren of the Skies (1894). Darin gelingt es einer anarchistisch-terroristischen Gruppe namens Brotherhood of Freedom mittels Aeronef, einem vom Protagonisten Richard Arnold erfundenen revolutionären Luftschifftyp, eine globale Lufthoheit zu erlangen und den Krieg weltweit zu verbieten. Sowohl die britische Regierung, die mit Deutschland verbündet, eben dabei ist, einen Krieg gegen ein Bündnis von Frankreich und Russland zu verlieren, muss sich der anarchistischen Herrschaft ebenso unterwerfen wie die USA, deren von reaktionären Kapitalisten gesteuerte Regierung zusammen mit den Kapitalisten kurzerhand auf die Aleuten verbannt wird. In Russland wird die Despotie beendet, der Zar und seine Familie werden zu lebenslanger Zwangsarbeit in sibirischen Minen verurteilt und Land wird weltweit Gemeineigentum. Der titelgebende Engel der Revolution ist Natasha, Tochter von Natas, einem russischen Juden und Anführer der Brotherhood of Freedom. Der Romanze zwischen Arnold und Natasha wird dabei ein erheblicher Teil der Erzählung gewidmet.
Die Fortsetzung spielt im Jahr 2030. Die Aerians, Nachkommen der Brotherhood of Freedom, herrschen seit fünf Generationen über die Welt und sind zu einer mit besonderen psychischen Kräften ausgestatteten Herrenrasse geworden. Olga Romanoff, Nachkomme der entthronten Zaren – hier rächt sich, dass die Anarchisten den Zaren und seine Familie, anders als Lenin, nicht eliminiert, sondern nur deportiert haben – gelangt in den Besitz zweier revolutionärer Erfindungen, nämlich der Pläne eines Unterseebootes und einer Droge, mit der Menschen zu willenlosen Sklaven gemacht werden können. Die selbstverständlich sehr schöne Olga macht sich mit Hilfe der Droge zwei führende Aerians zu Sklaven. Mit deren Hilfe stiehlt sie zwei Luftschiffe der Aerians und beginnt in einer geheimen Basis in der Antarktis das Superunterseeboot Narwhal und eine Luftflotte zu bauen. Als es zur entscheidenden Schlacht zwischen den Aerians und Olga kommt, kann kein entscheidender Sieg errungen werden. Dafür vernichtet ein eben eintreffender Komet durch seinen Einschlag die Zivilisation. Olga stirbt, die Aerians überleben den Einschlag unter der Erde.
Was die Darstellung dessen betrifft, was nicht europäisch oder überhaupt ganz fremd war, so wird Griffith heute in vielen Punkten Anstoß erregen.
So nannte ihn Bleiler „die Verkörperung dessen, was mit der viktorianischen Weltanschauung falsch war.“ Aber Griffiths Sichtweisen waren in ihrer Zeit keineswegs ungewöhnlich und seine Stereotype und Klischees bildeten den zeitgenössischen Konsens ab. Dazu gehört auch ein beiläufiger Antisemitismus, wie er etwa in der Erzählung A Photograph of the Invisible (1896) aufscheint, in der ein gewisser Denton mit Hilfe der damals eben entdeckten Röntgenstrahlen Rache an seiner Ex-Verlobten nimmt, die sich so weit vergessen hat, einen reichen deutschen Juden namens Goldberg zu heiraten (der dann auch Opfer einer seltsamen Krankheit wird).
Auch wenn seine Arbeiten lange Zeit nahezu vergessen waren und ihr literarischer Wert als eher gering eingeschätzt wird, so war er in seiner Zeit ebenso erfolgreich wie H. G. Wells, seine Wirkung auf zeitgenössische Autoren darf nicht unterschätzt werden und Griffith hat außerdem einige moderne Entwicklungen, beispielsweise im Luftkrieg, glaubwürdig antizipiert.
In jüngster Zeit sind daher einige seiner Bücher neu aufgelegt bzw. anthologisiert worden. Seine Erzählung A Corner in Lightning (1898), in der es um die katastrophalen Folgen eines zukünftigen Stromausfalls in London geht – Stromversorgung begann zu dieser Zeit eben, überhaupt eine nennenswerte Rolle zu spielen – erschien schon 1968 in Sam Moskowitz’ Anthologie viktorianischer Science-Fiction. 2006 erschien The World Peril of 1910, 2008 Around the World in 65 Days, ein Band mit gesammelten Reiseerzählungen, und 2011 A Honeymoon in Space bei Apogee und 2009 erschien Empire of the Air mit The Angel of the Revolution und Olga Romanoff bei Leonaur Press.
Eine deutsche Übersetzung von A Honeymoon in Space von 1901 wurde 2007 nachgedruckt.

## Bibliographie

### Serien
Tsar Wars
- 1 The Angel of the Revolution (1893, gekürzte Buchausgabe 1893)
- 2 Olga Romanoff, or, The Syren of the Skies (1894)

A Honeymoon in Space

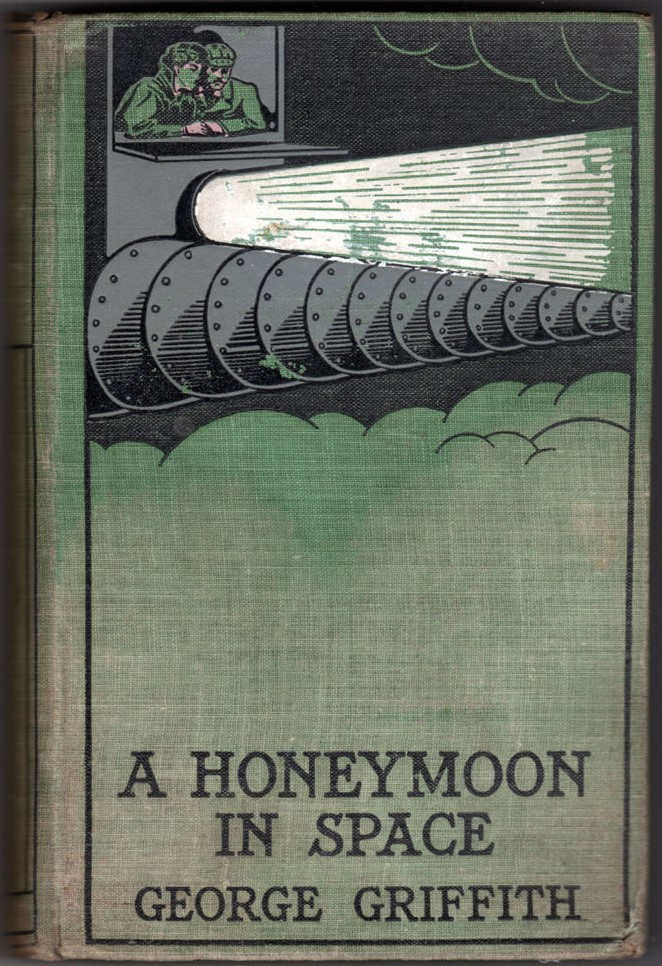
A Honeymoon in Space (Buchausgabe, 1901)

Erstdruck in sechs Folgen Januar bis Juni 1900 in Pearson’s Magazine.
- 1 A Visit to the Moon (1900)
- 2 The World of the War God (1900, auch als The World of the War Gods)
- 3 A Glimpse of the Sinless Star (1900)
- 4 The World of the Crystal Cities (1900)
- 5 In Saturn's Realm (1900)
- 6 Homeward Bound (1900)
- A Honeymoon in Space (1901, Buchausgabe von 1 bis 6)
  - Deutsch: Aus anderen Welten : Bericht über die Abenteuer, welche Johann Heinrich Fürst und seine junge Gattin auf ihrer Hochzeitsreise ins Weltall erlebten. Zahn, Neuenburg 1901. Nachdruck als Beiträge zur Bibliographie und Rezension der deutschen Science Fiction Bd. 18. Mit Einleitung und Nachwort hrsg. von Detlef Münch. Synergen, Dortmund 2007, ISBN 978-3-935634-77-9.
  - Weitere Ausgabe: Flitterwochen im Weltall. Übersetzt von Martin Clauß. Books on Demand, Norderstedt 2007, ISBN 978-3-8370-0707-7.

### Romane
- The Outlaws of the Air (1895)
- Valdar the Oft-Born (1895)
- Briton or Boer? A Tale of the Fight for Africa (1897)
- The Knights of the White Rose (1897)
- The Romance of Golden Star (1897)
- The Destined Maid (1898)
- The Gold-Finder (1898)
- The Virgin of the Sun: A Tale of the Conquest of Peru (1898)
- The Great Pirate Syndicate (1899)
- The Rose of Judah (1899)
- Brothers of the Chain (1900)
- Thou Shalt Not— (1900, als Stanton Morich)
- Captain Ishmael: A Saga of the South Seas (1901)
- Denver's Double (1901)
- The Justice of Revenge (1901)
- The Missionary (1902)
- The White Witch of Mayfair (1902)
- A Woman Against the World (1903)
- The Lake of Gold (1903)
- The World Masters (1903)
- A Criminal Croesus (1904)
- An Island Love-Story (1904)
- The Stolen Submarine: A Tale of the Russo-Japanese War (1904)
- His Beautiful Client (1905)
- His Better Half (1905)
- A Mayfair Magician: A Romance of Criminal Science (1905)
- A Conquest of Fortune (1906)
- The Great Weather Syndicate (1906)
- The Mummy and Miss Nitocris: A Phantasy of the Fourth Dimension (1906, auch als The Mummy and the Girl: A Fantasy of the Fourth Dimension, 1930)
- The World Peril of 1910 (1907)
- John Brown, Buccaneer (1908)
- The Sacred Skull (1908)
- The Lord of Labour (1911)

### Sammlungen
- Gambles with Destiny (1899)
- The Raid of "Le Vengeur" and Other Stories (1974)
- Stories of Other Worlds and A Honeymoon in Space (2000)

### Kurzgeschichten
- The Fall of Berlin (1893)
- Up a Gum Tree (1894)
- The True Fate of the Flying Dutchman (1894)
- A Heroine of the Slums. London, Tower, (1894?).
- The Gold Plant (1895)
- A Photograph of the Invisible (1896)
- A Genius for a Year (1896, auch als Levin Carnac)
- The Great Crellin Comet (1897)
- A Corner in Lightning (1898)
  - Deutsch: Im Auge des Sturms. In: James Gunn (Hrsg.): Von Shelley bis Clarke. Heyne (Bibliothek der Science Fiction Literatur #100), 2000, ISBN 3-453-17104-7.
- Hellville, U.S.A. (1898)
- The Conversion of the Professor: A Tale of the Fourth Dimension (1899)
- Knaves of Diamonds, Being Tales of Mine and Veld (1899, auch als The Diamond Dog, 1913)
- The Plague-Ship "Tupisa" (1899)
- The Raid of "Le Vengeur" (1901)
- The Lost Elixir (1903)
- From Pole to Pole: An Account of a Journey Through the Axis of the Earth; Collated from the Diaries of the Late Professor Haffkin and His Niece, Mrs. Arthur Princeps (1904)
  - Deutsch: Von Pol zu Pol. In: Erik Simon, Olaf R. Spittel (Hrsg.): Fahrt durch die Unendlichkeit: Geschichten von ungewöhnlichen Reisen und fremden Planeten. Das Neue Berlin (Klassische Science-fiction-Geschichten), 1988, ISBN 3-360-00184-2.

### Gedichte
Griffith veröffentlichte seine Lyrik unter dem Pseudonym Lara.
- Poems General, Secular, and Satirical (1883)
- The Dying Faith (1884)

### Sachliteratur
- Round the World in 76 Days (1890, auch als In Seven Stages: A Flying Trip Around the World, 1891)
- How I Broke the Record Round the World (1894, auch als Around the World in 65 Days with George Griffith: The Story of the Real Phileas Fogg, 2010)
- Men Who Have Made the Empire (1897)
- In an Unknown Prison Land: An Account of Convicts and Colonists in New Caledonia (1901)
- With Chamberlain in Africa (1903)
- Sidelights on Convict Life (1903)

### Übersetzungen
- Alphonse Daudet: The Hope of the Family (Übersetzung von Soutien de Famille, 1898, als Levin Camac)